# Yvan Ducharme
Pour les articles homonymes, voir Ducharme.
Yvan Ducharme est un humoriste et acteur québécois né le 24 août 1937 à Rouyn-Noranda. Il est décédé à Laval, dans la nuit du 21 mars 2013  d'une infection pulmonaire. 

## Biographie
Yvan Ducharme s'est révélé au public grâce à sa création les Insolences d'un téléphone qui ont vu le jour en 1963 à la station de radio  CJMS à Montréal et remportèrent un franc succès durant plus d'une décennie.
Il devient populaire à la télévision québécoise grâce à son rôle du père où il fait tandem avec Rita Bibeau dans le populaire téléroman de Marcel Cabay Les Berger et il est récipiendaire de plusieurs trophées d’excellence dont Monsieur Télévision en 1972.
Ducharme peint aussi depuis plus de vingt ans dans son atelier de Montréal. L'artiste se définit comme « un peintre impulsif et aventurier, hanté par les couleurs, et qui se débat dans les entrailles d'un volcan en ébullition! ». Il crée son propre style abstrait qu'il définit comme « impulsillonnisme ».
Les plus récentes créations d’Yvan Ducharme furent exposées à Montréal en février 2007, à Longueuil en mai 2007, à Rouyn-Noranda, sa ville natale en août 2007. Le 21 mars 2013, il succombe à une infection pulmonaire. 

## Filmographie
- 1965 : Pas de vacances pour les idoles
- 1969 : Tendre et sensuelle Valérie (Valérie) : Le gérant de Club
- 1970 - 1976  : Les Berger (série télévisée) : Guy Berger
- 1971 : Let's Call the Whole Thing Orff (série télévisée)
- 1972 : Quelques arpents de neige
- 1973 : Y a toujours moyen de moyenner ! : Yvan
- 1973 : J'ai mon voyage ! : un touriste
- 1974 : Bulldozer : Mainchaude
- 1980 : Suzanne : Eddy
- 1980 - 1982 : Du Tac au Tac (série télévisée) : Buddy Taillefer (1980 - 1982)
- 1982 : Visiting Hours : Policeman 1
- 1983 : Poivre et Sel (série télévisée) : Sébastien
- 1994 : Le Vent du Wyoming : Légionnaire
- 1995 : Les grands procès (série télévisée) : Charles Gauthier
- 2000 : Chartrand et Simonne (série télévisée) : Contremaître
- 2000 : Y a-t-il un flic pour sauver l'humanité ? (2001: A Space Travesty) : Famous Tenor #3
- 2004 : Camping sauvage : Père de Bouton

## Récompenses et Nominations

### Récompenses
- 1963 : Émission radiophonique humoristique de l'année Ducharme au réveil & Les insolences d'un téléphone
- 1965 : Meilleure émission de radio Ducharme au réveil & Les insolences d'un téléphone
- 1968 : Personnalité radiophonique de l'année
- 1972 : Monsieur Télévision